# Chambre 2
Chambre 2 est le premier roman de Julie Bonnie paru le 14 août 2013 aux éditions Belfond et ayant reçu la même année le prix du roman Fnac.

## Écriture du roman
Chambre 2 est le premier roman de l'auteur, Julie Bonnie, ancienne chanteuse du groupe Cornu qui est devenue également auxiliaire de puériculture à la suite de la séparation des membres de la formation et d'une période difficile dans sa carrière en solo. Avec son expérience de son nouveau métier et sa première maternité, elle décide d'aborder l'écriture romanesque dans une œuvre personnelle en petite partie autofiction.

## Accueil critique
Le roman est récompensé par le prix du roman Fnac le 29 août 2013.

## Éditions
- Éditions Belfond, 2013,  (ISBN 9782714455796)